# Jellinek Dániel
Jellinek Dániel (Budapest, 1976. július 12. – ) közgazdász, az Indotek Group alapítója, többségi tulajdonosa és vezérigazgatója. Vagyonát 2023-ban 249,5 milliárd és 276 milliárd forint közöttire becsülték, és ezzel a leggazdagabb magyarok éves rangsoraiban az ország hetedik leggazdagabb milliárdosaként tartották számon. A 2024-es Befolyás-barométer szerint ő Magyarország 25. legbefolyásosabb személye.

## Tanulmányai
Középiskolai tanulmányait 1991 és 1995 között a budapesti Károlyi Mihály Közgazdasági és Külkereskedelmi Szakközépiskola külkereskedelmi vállalkozói tagozatán végezte el, 1992-1993-ban pedig Ausztráliában, a Sydney-ben működő Randwick Boys High School diákjaként az angolszász oktatási rendszerrel is lehetősége volt megismerkedni. Ezt követően a Gödöllői Agrártudományi Egyetem Kereskedelmi és Vállalkozói Karának volt a hallgatója, ahol vállalkozásszervező közgazdászként végzett 1999-ben.

## Szakmai tevékenysége
Vállalkozó szelleme korán megmutatkozott; középiskolai évei alatt számítógépek és különböző használt cikkek kereskedésével, ruházati termékek forgalmazásával foglalkozott, majd szakmai érdeklődése az ingatlanszektor felé fordult, ahol az egyetemen megszerzett elméleti tudást a gyakorlatban is elkezdhette kamatoztatni.
Alig húszévesen, 1996-ban társalapítója volt a Tangram Gazdasági Tanácsadó Kft.-nek. A vállalkozás gazdasági tanácsadással, hitelkérelmek és üzleti tervek készítésével, majd privatizációs, illetve különféle ingatlanberuházásokhoz kapcsolódó megbízások teljesítésével foglalkozott.
Ezt követően, társaival, 1997-ben megalapította a Kevin&Thorn Bt.-t, amelynek fő tevékenysége üzletviteli tanácsadás, válságmenedzsment, valamint turnaround management volt. Egy évvel később került sor a Kevin&Thorn Arbitrázs Rt. megalapítására, majd a csoport 1999-ben felvette az Indotek nevet, amelyet Jellinek Dániel azóta is vezérigazgatóként és többségi tulajdonosként irányít.
Üzleti stratégiájára a kezdetektől jellemző volt a hosszú távú szemlélet; megbízási díj helyett például kisebbségi részesedést kért azokban a vállalkozásokban, ingatlanokban, amelyeknek működtetését segítette. A 2000-es évek közepére – részben a megelőző évek ingatlanpiaci áremelkedésére építve – az általa vezetett cégcsoport már több tízmillió euró értékű ingatlanportfóliót kezelt.
Ennek egy részét azonban 2006-2007 folyamán, közvetlenül a világgazdasági válság kitörését megelőzően, a krízist előrelátva, értékesítette. Az ingatlanpiac visszaesését – a piaci szereplők többségével szemben – az Indotek Group így jelentős szabad tőkét felhalmozva tudta átvészelni.
Jellinek Dániel 2009-ben úgy döntött, hogy a cégcsoport tulajdonának egyharmadát egy amerikai befektető partnernek, a Bohemian Groupnak értékesíti. A tranzakciót követően az amerikai befektetők jelentős tőkeemelést hajtottak végre a csoportban.
Az irányítása alatt álló cégcsoport ma vezető szereplő a B és C kategóriás kereskedelmi ingatlanok magyarországi piacán, és az A kategóriás ingatlanok piacán is jelen van. A mintegy 460 főt foglalkoztató cégcsoport több mint 300 ingatlan felett rendelkezik. A beépített és bérbe adható ingatlan terület nagysága összességében meghaladja az 1,86 millió négyzetmétert, amelyen több mint 3500 bérlő osztozik.
Az Indotek Group több saját fejlesztésű lakóparkprojekttel jelen van a lakossági ingatlanpiacon is.
A követeléskezelési piacon a csoport elsődleges tevékenysége az ingatlanokkal fedezett vállalati követelések felvásárlása és az ezekkel kapcsolatos workout tevékenység.
Az általa menedzselt ingatlantranzakciók száma mára meghaladja az ötszázat. Az Indotek Group ingatlanportfóliójába tartozik – egyebek mellett – több mint 30 irodaház, például az EMKE irodaház vagy a Dohány utcai Focus Point Irodaház, 38 darab bevásárló központ, több szálloda – köztük a Gellért Szálló –  és számtalan raktár épület és ipar terület.
Az Indotek Group 2014-ben kezdte el portfóliója kibővítését a kereskedelmi ingatlanok piaca felé. Az elmúlt időszak akvizíciónak eredményeképpen a társaságcsoport immár 37 bevásárlóközpontot működtet Magyarországon, amelyek kivétel nélkül Budapesten vagy megyei jogú vidéki városokban található több ezer vagy tízezer négyzetméter alapterületű kereskedelmi létesítmények. Köztük van mások mellett a székesfehérvári Alba Plaza, a Szeged Plaza és a zalaegerszegi Zala Plaza. 2019-ben a vállalatcsoport átlépte a magyar határt és első külföldi befektetéseként megvette, a marosvásárhelyi Promenada Targu Mures bevásárlóközpontot.
Az Indotek Group 2019-ben megvásárolta a Gellért Szállót, a Sofitel Hotel Chain Bridge szállót, valamint 2020 januárjában az ország harmadik legnagyobb alapkezelőjét, a Diófa Alapkezelőt is. A Diófa Alapkezelőt tulajdonló Tarragona Holding Zrt. értékesítéséről az Indotek Group 2022 márciusában írt alá üzletrész-adásvételi szerződést a BDPST Capital Zrt.-vel.
2020 májusában egy tőzsdén kívüli ügylet során 24 százalékos részvénycsomagot vásárolt a Budapesti Értéktőzsdén jegyzett Appeninn Nyrt.-ben.
A cégcsoport 2020 októberében jelentette be, hogy az érdekeltségébe tartozó Trevelin Holding Zrt. megállapodást kötött a Mid Europa Partners-szel a Waberer’s International Nyrt. részvényeinek 24 százalékos megvásárlásáról, majd ugyanezen év decemberében a társaság tovább növelte részesedését 6,99 százalékkal, 30,99 százalékra.
Jellinek 2021-ben a BGE kuratóriumának tagja lett.
Az Indotech 2021-ben 47 százalékos részesedt szerzett a magyarországi Auchan-hálózat kiskereskedelmi és ingatlantulajdonos vállalkozásában.
Az Indotek Group jelenleg 14 országban van jelen.

## Társadalmi szerepvállalás
Társadalmi-üzleti szerepvállalásának fontos része, hogy az Indotek Group 2019-ben a Portfolio Csoporttal közösen megalapította az Év Ingatlanpiaci Tehetsége Díjat, melynek keretében a fiatalabb generáció kiemelkedő szakmai teljesítményeit jutalmazzák. A társaság továbbá olyan szervezetekkel működik együtt mint az UNICEF Magyarország, az SOS Gyermekfalvak, vagy a Milestone Intézet, illetve 2021-től kiemelt támogatója a Social Impact Awardnak is.
2021-től a Budapesti Gazdasági Egyetemért Alapítvány kuratóriumának tagja.

## Családja, érdeklődése
Négy gyermek édesapja. A magyar mellett angolul és franciául beszél. Rendszeres előadó a Portfolio.hu gazdasági-pénzügyi portál ingatlanpiaci konferenciáin.

## További információ
1. Megújuló vidéki plazák, milliárdos beruházási program, Origo, 2018.június.14.
2. Így újul meg négy pláza szerte az országban, Magyar Építők, 2018. június 15.
3. Jellinek Dániel Portfolio.hu profil